# 柏崎 (かすみがうら市)
柏崎（かしわざき）は、茨城県かすみがうら市の大字。郵便番号300-0201。

## 地理
北から東は霞ヶ浦、南東は田伏、南は岩坪、西は安食に隣接している。

## 小字
小字は以下の通り。
- 石田（いしだ）
- 稲子田（いなごだ）
- 稲荷下（いなりした）
- 稲荷山（いなりやま）
- 大島（おおしま）
- 上谷原（かみやわら）
- 瓦会（かわらい）
- 柏葉（かしわつば）
- 瓦谷（かわらや）
- 上宿（かわらじく）
- 歩行越（かじごえ）
- 木崎（きざき）
- 五反田（ごたんだ）
- 境田（さかいだ）
- 先浜（さきはま）
- 清水（しみず）
- 下谷原（しもやわら）
- 下宿（しもじく）
- 日月前（にちげつまえ）
- 須崎（すざき）
- 辻（つじ）
- 寺下（てらした）
- 天王駒場（てんのうこまば）
- 天王続（てんおうつづき）
- 天王山（てんおうやま）
- 天王馬場（てんのうばば）
- 長峰（ながみね）
- 橋向（はしむかい）
- 橋本（はしもと）
- 秀田（ひでた）
- 丸山（まるやま）
- 余郷（よごう）
- 芳崎（よしざき）
- 横町（よこまち）
- 小池（こいけ）
- 天王（てんのう）

## 歴史
江戸期は柏崎村であり、常陸国新治郡のうち。はじめ佐竹氏領、元禄年間・幕末ともに水戸藩領。村高は寛永12年「水戸領郷高帳」では安食村として、柏崎・岩窪ともにとあり1,722石余（ほか新田44石余）、「元禄郷帳」359石余、「天保郷帳」401石余、「旧高薄」455石余。助郷は加助郷。当村では水陸交通の要所で霞ヶ浦の四十八津に数えられた津であり、風待ち港として発展した。宿通りは商店街ともみられ、銭湯・宿屋などが並び明治期まで続いている。制札場は10枚の大制札場。四十八津における当村の津頭として小左衛門の名がみえる（出島村史）。元禄5年霞ヶ浦浦方役人与助川運上請負について反対願書が出された時の当村の津頭は次衛門となっている。（県史料近世社会経済編Ⅱ）。天狗党が筑波山で決起した際当村出身の党員島田寅吉ほか数名が戦死（出島村史）。寺院は真言宗不断院（新編常陸）。明治8年茨城県、同11年新治郡に所属。同年柏崎小学校創立。明治22年安飾村の大字となる。

### 年表
- 1875年（明治8年） - 茨城県に所属。
- 1878年（明治11年） - 新治郡に所属。
- 1889年（明治22年）4月1日 - 町村制施行し、安食村、柏崎村、岩坪村、下軽部村が合併し新治郡安飾村が発足。安飾村大字柏崎となる。
- 1955年（昭和30年）2月11日 - 下大津村・美並村・牛渡村・佐賀村・安飾村・志士庫村が合併して出島村が発足。出島町安食になる。
- 1997年（平成9年）4月1日 - 出島村が町制施行・改称して霞ヶ浦町となる。霞ヶ浦町柏崎となる。
- 2005年（平成17年）3月28日 - 霞ヶ浦町・千代田町が合併してかすみがうら市が発足。かすみがうら市柏崎となる。

## 小・中学校の学区
市立小・中学校に通う場合、学区は以下の通りとなる。
| 地域 | 小学校     | 中学校   |
| ---- | ---------- | -------- |
| 柏崎 | 安飾小学校 | 北中学校 |

## 世帯数と人口
2016年（平成28年）4月1日現在の世帯数と人口は以下の通りである。
| 大字 | 世帯数  | 人口  |
| ---- | ------- | ----- |
| 柏崎 | 174世帯 | 465人 |

## 施設
- 柏崎コミュニティセンター
- JA土浦柏崎青果物集荷所
- 富士見塚古墳公園展示館
- 田伏安飾地区第五用水機場
- 菱木排水機場
- 素鵞神社

## 交通

### 道路
- 都道府県道
  - 茨城県道118号石岡田伏土浦線